# El Cerrito (okrug Riverside, Kalifornija)
El Cerrito je naseljeno područje za statističke svrhe u američkoj saveznoj državi Kalifornija. Prema popisu stanovništva iz 2010. u njemu je živjelo 5,100 stanovnika.